# 松平康親
松平 康親（まつだいら やすちか）は、戦国時代から安土桃山時代にかけての武将。初め松井 忠次（まつい ただつぐ）と称す。通称は金四郎、左近将監、左近尉、左近、後に松平周防守康親と改称したとされるが異説もある。松井忠直の子。松井松平家（三河松井氏）の祖。

## 生涯
大永元年（1521年）、松井忠直の子として三河国幡豆郡吉良庄相場小山田村（現在の愛知県西尾市吉良町小山田）にて生まれる。この地を本貫地とする三河松井氏の惣領。
『寛政重修諸家譜』の松井松平氏の記述では、父・忠直（金四郎）は松平宗家の松平清康・広忠に歴仕して松平氏の家臣とされるが、新井白石は著書『藩翰譜』の松井氏の項で東条の家人であったという見解を示しており、松井忠次（康親）の出身地の小山田村が東条吉良氏領であったことからも、忠次の実家が初期には東条吉良氏の属臣（家臣ではない）であったと推定される。また、『寛政重修諸家譜』の按文の内容から、三河松井氏は二俣城主で今川氏重臣であった遠江松井氏と系譜的に共通しており、駿河今川氏の影響力により、三河吉良氏領移住と吉良氏への付属がなされたと解釈される。

### 東条松平家の名代
当初は今川氏の家臣として史料上に現れる（天文20年（1551年）12月11日付松平忠茂宛今川義元判物）。この文書で忠次は松井左近尉と記され、今川義元より山内助左衛門尉とともに松平甚太郎(忠茂)に付属すべき内容が示される。この時より、忠次はいわゆる東条松平家に寄騎として付属したと考えられている。これは甚太郎の兄で尾張国の織田氏についた甚二郎（忠吉）を義元が排斥した事後処理として行われたと推測される。
忠次は主君・松平忠茂に妹を嫁がせて外戚となる。ところが弘治年間、今川氏から離反した東三河の奥平氏・菅沼氏の鎮圧のため、弘治2年（1556年）2月、主君・忠茂は松井衆らを率いて、三河日近城の奥平貞直（日近久兵衛尉）を攻めるものの戦死、東条松平勢は撤退を余儀なくされた（日近合戦）。この時、忠次が事態を収拾し東条勢の殿軍を務め、籠城軍・日近勢は追撃を試みたものの戦果を挙げるには至らなかった。
この合戦後に今川義元は、忠茂の嫡男・亀千代（1歳）の遺領相続（同年2月27日）及び、忠次が亀千代の名代となること（同年9月2日）をそれぞれ文書で指示した。これは先に追放された松平甚二郎が、忠茂の死を知って旧領に復帰する動きをみせたことに対応する措置だったと考察されている。以後、忠次は亀千代の名代として今川方の軍事行動に参陣した。

### 松井松平家の成立
永禄3年（1560年）、桶狭間の戦いで今川義元が戦死し、永禄4年（1561年）に今川氏より自立した徳川家康に主君・亀千代と共に帰属した。
同年4月、東条城の吉良義昭を攻め、6月より津の平（現在の愛知県西尾市吉良町津平）に砦を構えて対陣、9月に至り藤波畷の戦いに破って降伏させた。永禄6年（1563年）、義昭が三河一向一揆に主将として担がれ東条城に籠城すると、忠次は再度これを攻めて翌年春に降伏させた。義昭は追放され、かわって亀千代が東条城主になる（東条松平家の事実上の成立）。また、忠次も500貫文加増で3,500貫文を知行し、松平重吉の娘・松平氏を娶って松平姓を許されたとされる（松井松平家の成立）。ただし、松井松平家の家臣である岡田治部右衛門の書付には松平姓を与えられたのは、遠州牧野城に入った時（後述）と記されている。

### 東海地方平定戦
主君・亀千代は松平甚太郎家忠と改め、西三河国衆として徳川軍の主要構成部隊のひとつになり姉川の戦いや近江平定戦に参加。徳川氏は旧今川氏領をめぐり武田氏と対立、元亀3年（1572年）には三方ヶ原の戦いで武田信玄に大敗し、松井忠次一族も家康を守って多数戦死した。信玄病死後、その子・勝頼とも東条の兵を率いて戦いを継続した。天正3年（1575年）5月の鳶巣城攻略、同年8月の遠州諏訪原城（牧野城）守備での功績により家康より偏諱と周防守の称号を許されて、以後は松平周防守康親と称す。
ただし、柴裕之は従来、酒井忠次が発給したと考えられてきた天正10年（1582年）と確定できる午年の年次と「忠次」の署名が入った黒印状に捺された黒印が松井松平家の家印であることからこの発給者は（松井）松平忠次であると述べて、天正10年の段階で松平忠次は「康親」を名乗ってはおらず、その翌年に没していることから康親への改名は事実ではなく、次代の康次が家康の偏諱を与えられた事実が誤認された伝承である可能性を指摘している。

### 対北条戦
天正9年（1581年）、主君・家忠が病死すると、家康はその後継に自分の四男・福松（後の松平忠吉）を入れ東条松平家を存続させる一方で、康親に引き続き名代・後見をさせた。翌天正10年（1582年）に武田氏が滅亡すると、駿河国沼津の三枚橋城に在城して、駿河国富士郡・駿東郡の郡代を任されて後北条氏と対陣する。以後康親・康重2代にわたり約8年間、ここを拠点に北条氏と戦う。松井忠次（松平康親）は三河東条城、遠江牧野城と、徳川氏領国の東側境界の要所を任されてきたこと、駿河の東部二郡は戦国時代において北条・今川・武田の三氏の間で独自の地位を保ってきた葛山氏の支配地域であったことから、郡代としての権限が与えられたとみられている。
天正11年（1583年）6月、対陣中の三枚橋城にて死去。享年63。法名は空閑院殿厳誉豊月崇輝大居士。三河国幡豆郡斑馬（愛知県幡豆郡吉良町駮馬）の法応寺に葬る。

## 家族
正室は江原丹波守政秀の女、継室は松平次郎右衛門の女・松平氏。
2男1女あり。
- 嫡子・康次（松平康重、母は次郎右衛門女、徳川家康の落胤とも）
- 次男・忠喬（松井金七郎、母は康次に同じ）
- 長女・唐梅院（井伊直政の室となる、母は江原政秀女）

他に5人の養女あり（いずれも石川右馬允康正の女）。
鹿野藩主亀井政矩は女婿。
弟に松井次郎兵衛光次がある。光次は三男金七郎が上州大胡藩牧野氏に付属（後に家臣）のため大胡に赴き、当地にて死去。光次の子孫は尾張国清洲藩・名古屋藩、越後長岡藩家臣となった。